# Битка за Велики Магарац (1994)
Битка за Велики Магарац је биo тактички контранапад ВРС ради враћања изгубљеног врха Велики Магарац од стране АРБиХ. Резултирало је српском победом.

## Позадина
Крајем октобра наставља се тешка ситуација на ратишту јужно од Теслића гдје 27. Дервентанска моторизована бригада сама води жестоке борбе са далеко бројнијим непријатељем, гдје губи око 40 км територије. Пред сам крај 1994. од стране 7. муслиманске бригаде, 303. вбб. и 314. сбб.

## Офанзива
5. децембра, 27. Дервентанска мбр. коначно покреће контраофанзиву под командом Рајка Радуловића. Малобројни срби су овладали врховима планине и поразили АРБиХ те враћа око 40 квадратних километара укључујући врх Велики Магарац (1010 м.) на масивима Трогира и Вучје планине.